# مارفين رول
مارفين رول (بالإنجليزية: Marvin Rolle)‏ مواليد 15 نوفمبر 1983 في ناساو، هو لاعب كرة مضرب بهامي يلعب باليد اليمنى. أعلى تصنيف له في الفردي كان المركز الـ 1304 في سنة 2010. أعلى تصنيف له في الزوجي كان المركز الـ 681 في سنة 2011.

## النهائيات
| الرقم | التاريخ       | الدورة           | الأرضية | الشريك     | المنافس في النهائي             | النتيجة  |
| 1.    | 6 سبتمبر 2010 | المكسيك          | صلبة    | هايدن لويس | فرناندو كابريرا بابلو مارتينيز | 6–2, 7–5 |
| 2.    | 17 يناير 2011 | الولايات المتحدة | ترابية  | هايدن لويس | سونغ جاي تشو هيون جون كيم      | 6–4, 6–3 |

## روابط خارجية
- مارفين رول على موقع رابطة محترفي التنس (الإنجليزية)
- مارفين رول على موقع الاتحاد الدولي لكرة المضرب (الإنجليزية)
- مارفين رول على موقع كأس ديفيز (الإنجليزية)
- مارفين رول على موقع خلاصة التنس.كوم (الإنجليزية)
- مارفين رول على موقع اتحاد ألعاب الكومنولث (مؤرشف) (الإنجليزية)